# 세가소닉 코스모 파이터즈
《세가소닉 코스모 파이터즈》 또는 《세가소닉 코스모 파이터즈 갤럭시 패트롤》은 1991년 일본에서만 출시된 슈팅 게임이다. 이 게임의 본 목적은 닥터 에그맨의 빨간 우주선에 붙잡힌 동물 친구들을 구하는 게임이다.